# Принципы Митчелла
Принципы Митчелла (англ. Mitchell Principles) — шесть базовых правил, принятых правительствами Ирландии и Великобритании в рамках процесса мирного урегулирования конфликта в Северной Ирландии. Название они получили в честь сенатора США Джорджа Митчелла, занимавшегося урегулированием конфликта. Принципы гласили следующее:
1. Все политические разногласия должны разрешаться исключительно мирным и демократическим путём.
2. Все военизированные организации должны быть разоружены.
3. Независимая комиссия должна проследить за процессом разоружения и подтвердить, что процесс прошёл успешно.
4. Необходимо не только избегать силовых вариантов разрешения любых споров, но и сводить к минимуму влияние радикальных движений.
5. Мирный вариант разрешения конфликта должен быть компромиссным для обеих сторон.
6. Должны быть предприняты меры по предотвращению межрелигиозных столкновений в будущем, а также проведены расследования уже случившихся[2].

Партия «Шинн Фейн» поддержала эти принципы, но это привело к возмущению радикального крыла партии, вследствие чего все республиканцы, выступавшие за силовое разрешение конфликта, покинули партию.